# Santa Rosa (kommun), Mendoza
Departamento de Santa Rosa är en kommun i Argentina.   Den ligger i provinsen Mendoza, i den centrala delen av landet, 900 km väster om huvudstaden Buenos Aires. Antalet invånare är 15 818. Arean är 8 510 kvadratkilometer.
Terrängen i Departamento de Santa Rosa är platt åt nordost, men åt sydväst är den kuperad.
Omgivningarna runt Departamento de Santa Rosa är i huvudsak ett öppet busklandskap. Runt Departamento de Santa Rosa är det mycket glesbefolkat, med 2 invånare per kvadratkilometer.